# Zwierciadło szwabskie

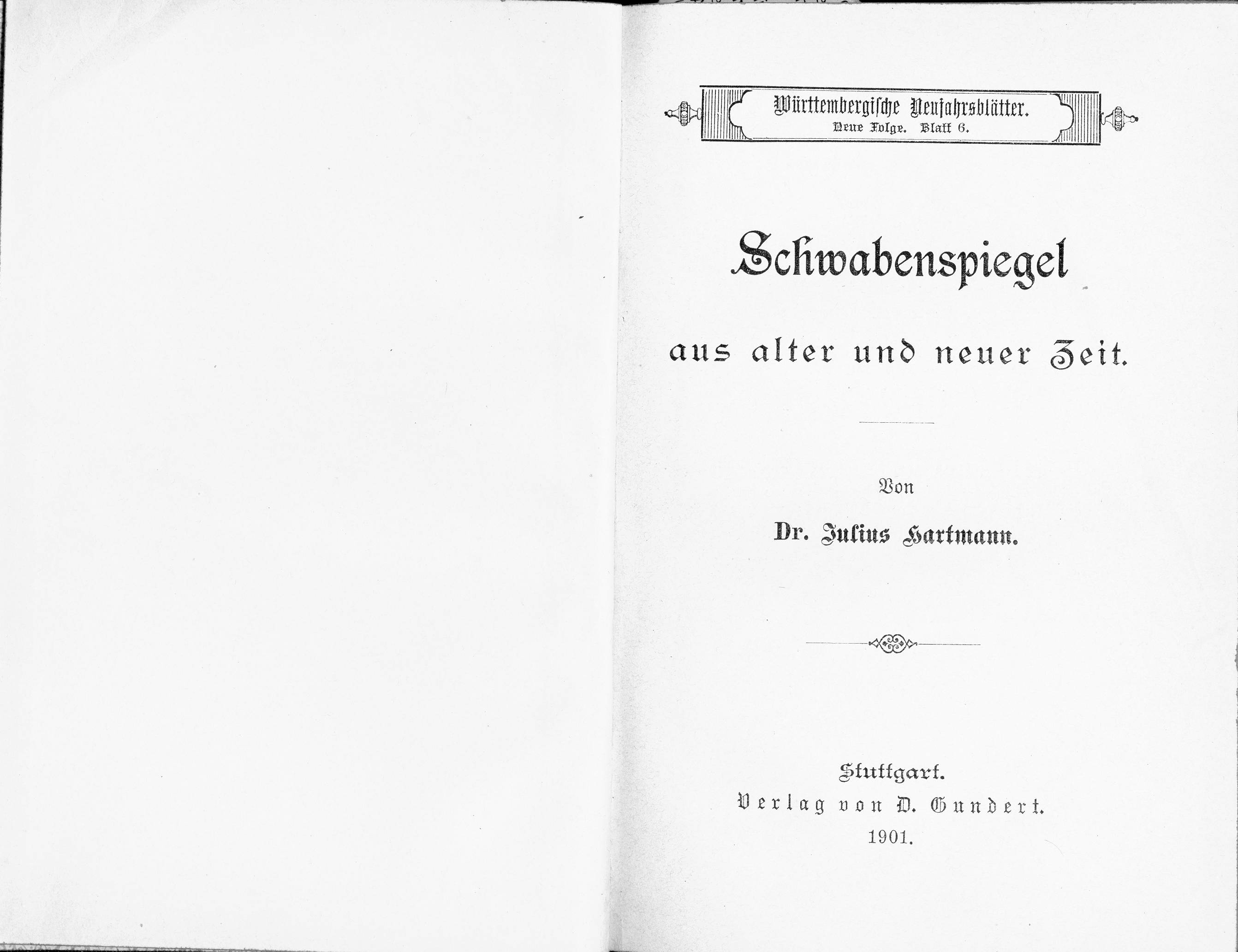
Wydanie "Zwierciadła Szwabskiego" z 1901 roku

Zwierciadło Szwabskie (Schwabenspiegel, Kaiserliches Land- und Lehnrecht) – spis niemieckiego prawa średniowiecznego, pochodzący z ok. 1275, oparty na "Zwierciadle Saskim".
Autorem spisu był franciszkanin (nieznany z nazwiska) pochodzący z Augsburga, który tak opracował przepisy "Zwierciadła", by uzasadnić wyższość papiestwa nad cesarstwem. Spis obrazuje stan prawa zwyczajowego w Niemczech południowych (w przeciwieństwie do Zwierciadła Saskiego, które obowiązywało w Niemczech północno-wschodnich). Autor uwzględnił prawo ziemskie, lenne, cesarskie a także Biblię, prawo rzymskie i prawo kanoniczne. Zawarł przepisy odnoszące się do Żydów (znajdujących się pod opieką monarszą, jako tzw. servi camerae). Z prawa kanonicznego zaczerpnął m.in. postanowienia dotyczące zakazu małżeństw mieszanych (różnowierczych).
Zwierciadło Szwabskie stało się popularne w Niemczech południowych i Czechach. Tłumaczono je na łacinę, język francuski i czeski.